# Nilopegamys plumbeus
Nilopegamys plumbeus es una especie de roedor de la familia Muridae. Es la única especie en el género Nilopegamys.

## Distribución geográfica
Se encuentra solamente en Etiopía.

## Hábitat
Su hábitat natural son: los ríos.